# Cacá Carvalho
Carlos Augusto Carvalho Pereira, conhecido como Cacá Carvalho (Belém, 24 de abril de 1953), é um ator, artesão e diretor teatral brasileiro.

## Carreira
Fez o papel de Jamanta (Ariovaldo da Silva) na telenovela Torre de Babel, em 1998, personagem que apareceu novamente em Belíssima, em 2005.
No teatro, participou de importantes monólogos baseados na obra do escritor italiano Luigi Pirandello, Prêmio Nobel de Literatura. Em 2015, atuou na peça "O Sucesso a Qualquer Preço".

## Filmografia

### Televisão
| Ano       | Título                  | Personagem                    | Notas                             |
| --------- | ----------------------- | ----------------------------- | --------------------------------- |
| 1993      | Renascer                | Venâncio                      |                                   |
| 1995      | A Farsa da Boa Preguiça | Fedegoso Enrique (Cão Caolho) |                                   |
| 1998      | Torre de Babel          | Ariovaldo da Silva (Jamanta)  |                                   |
| 1999      | Você Decide             | Oswaldo                       |                                   |
| 2000      | A Muralha               | Frei Carmelo                  |                                   |
| 2005      | Belíssima               | Ariovaldo da Silva (Jamanta)  |                                   |
| 2007      | O Cego e o Louco        | Nestor                        |                                   |
| 2007      | Mandrake                | Severino                      | Episódio: "Brasília"              |
| 2007      | A Pedra do Reino        | Juiz Corregedor               |                                   |
| 2017      | 171: Negócio de Família | Codorna                       |                                   |
| 2019-2022 | Cine Holliúdy           | Padre Raimundo                |                                   |
| 2021      | Onde Está Meu Coração   | Josias                        |                                   |
| 2022      | O Rei da TV             | Manuel de Nóbrega             |                                   |
| 2022      | Independências          | Barão                         | Episódio: "Uma história desumana" |

### Filmes
| Ano  | Título                                              | Personagem   | Notas          |
| ---- | --------------------------------------------------- | ------------ | -------------- |
| 1985 | Jogo Duro                                           | Empregado    |                |
| 1987 | Exu-Piá, Coração de Macunaíma                       | —            |                |
| 1998 | Lendas Amazônicas                                   | —            |                |
| 1999 | Outras Estórias                                     | irmão Dagobé |                |
| 2001 | Quero ser Anjo                                      | Pai          | Curta-metragem |
| 2012 | Luz nas Trevas – A Volta do Bandido da Luz Vermelha | Vítima       |                |

## Teatro[4]

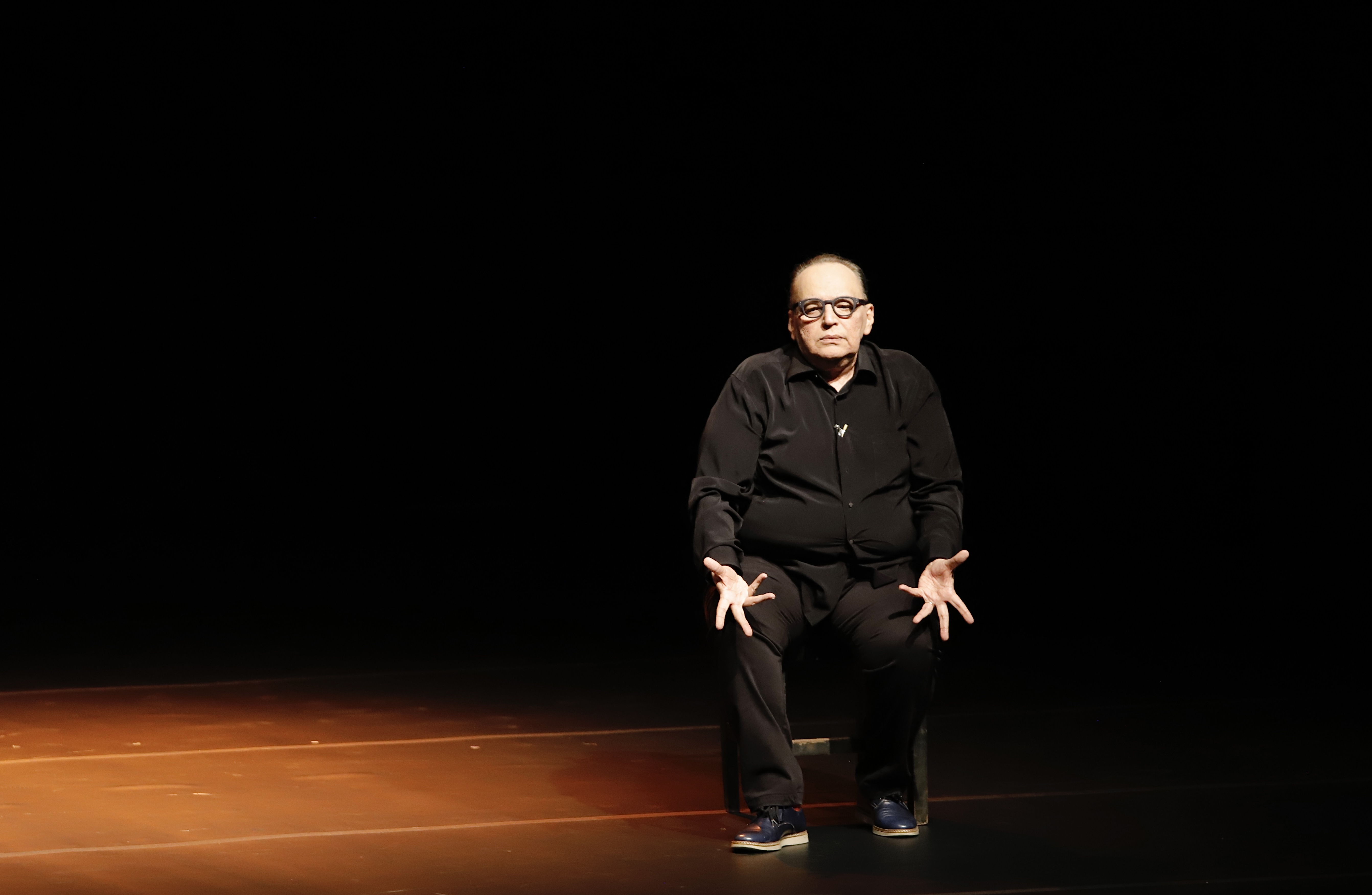
Carvalho em cena durante o espetáculo O Sopro, de Luigi Pirandello (2023)

- 1969 - Os Sete Gatinhos, de Nelson Rodrigues
- 1973 - O Apolo de Belac, de Jean Giraudoux
- 1973 -  Guerra e Paz, de Liev Tolstói
- 1973 - A Farsa do Advogado Patelin, de Eduardo Curado
- 1974 - Tome Conta de Amêlie, de Georges Feydeau
- 1976 - Morte e Vida Severina, de João Cabral de Melo Neto
- 1978 - Macunaíma, de Mário de Andrade
- 1981 - O Percevejo, de Vladimir Maiakovski
- 1982 - Otelo, de William Shakespeare
- 1982 - Teatro Maluco de Zé Fidelis, de Zé Fidelis
- 1984 - Hamlet, de William Shakespeare
- 1986 - Meu Tio, o Iauaretê, de Guimarães Rosa
- 1986 - Divina Encrenca, de Geraldo Carneiro
- 1988 - 25 Homens, de Plínio Marcos
- 1989 - Um Assovio, de Qorpo Santo
- 1991 - O Alienista, de Machado de Assis
- 1992 - Grande Sertão, de Guimarães Rosa
- 1994 - O Homem com Flor na Boca, de Luigi Pirandello
- 1995 - Nunca Houve Uma Mulher Como Gilda
- 1995 - Agilulfo, de Italo Calvino
- 1996 - Convite de Casamento
- 1997 - A Peste, de Albert Camus
- 1997 - Don Juan, de Molière
- 1999 - Partido, de Italo Calvino, com o Grupo Galpão
- 1999 - Fim de Jogo, de Samuel Beckett
- 2000 - Um Trem Chamado Desejo, de Luis Alberto de Abreu
- 2001 - Toda Minha Vida por Ti, de Edyr Augusto
- 2002 - Hamlet, de William Shakespeare
- 2003 - A Poltrona Escura, de Luigi Pirandello
- 2005 - A Sombra de Quixote, de Stefano Geraci
- 2007 - O Homem Provisório, inspirado na obra de Guimarães Rosa
- 2009 - Os Figurantes
- 2015 - 2 x 2 = 5 O Homem do Subsolo, de Fiódor Dostoiévski

## Prêmios e indicações
| Ano  | Associações                              | Categoria                               | Nomeações           | Resultado |
| ---- | ---------------------------------------- | --------------------------------------- | ------------------- | --------- |
| 1978 | Prêmio APCA                              | Melhor Ator Revelação em Peça de Teatro | Macunaíma           | Venceu    |
| 1978 | Prêmio Mambembe                          | Melhor Ator                             | Macunaíma           | Venceu    |
| 1978 | Prêmio Molière de Teatro                 | Melhor Ator                             | Macunaíma           | Venceu    |
| 1978 | Prêmio Lei Sarney                        | Melhor Ator de Peça de Teatro           | Macunaíma           | Venceu    |
| 1982 | Prêmio Mambembe                          | Melhor Ator                             | O Teatro Maluco     | Venceu    |
| 1986 | Prêmio Governador do Estado de São Paulo | Melhor Ator de Teatro                   | Meu Tio, o Iauaretê | Venceu    |
| 1986 | Prêmio Mambembe                          | Melhor Ator                             | Meu Tio, o Iauaretê | Venceu    |
| 1986 | Prêmio Molière de Teatro                 | Melhor Ator                             | Meu Tio, o Iauaretê | Venceu    |
| 1998 | Prêmio Sharp de Teatro                   | Melhor Ator                             | Don Juan            | Indicado  |
| 1998 | Melhores do Ano                          | Melhor Ator Coadjuvante                 | Torre de Babel      | Venceu    |
| 1998 | Prêmio TV Press                          | Melhor Ator Revelação                   | Torre de Babel      | Venceu    |
| 2000 | Prêmio Guarani de Cinema Brasileiro      | Melhor Ator Coadjuvante                 | Outras Estórias     | Indicado  |
| 2004 | Prêmio Shell                             | Melhor Ator                             | A Poltrona Escura   | Venceu    |